# 坪塘街道
坪塘街道，位于湖南省长沙市湘江中游的西岸，与长沙市区相连，为岳麓区所辖街道。辖区内有曾国藩墓，位于桐溪村伏龙山，距坪塘镇中心区约4公里。

## 历史
1995年，由原望城县坪塘区坪塘镇（含坪塘乡）、太平乡和白泉乡合并。
2008年6月15日，自望城县划归岳麓区管辖。
2012年，以原坪塘镇的行政区域为新设立的坪塘街道的管辖范围。
2013年1月18日，分出洋湖街道。

## 行政区划
截至2023年，坪塘街道下辖3社区，5村：
观音港社区、桐溪港社区、花溪社区、狮峰山村、红桥村、白泉村、兴合村、莲花山村

## 旅游景点
- 桐溪寺
- 曾国藩墓